# Jane Vignery
Jeanne Emilie Virginie Vignery (* 11. April 1913 in Gent; † 15. August 1974 bei  Luttre, einem Ortsteil der Gemeinde Pont-à-Celles) war eine belgische Musikpädagogin und Komponistin. 

## Leben
Jeanne Vignerys Vater war Ingenieur, ihre Mutter Palmyre Buyst (1875–1957) stammte aus einer musikalischen Familie und komponierte selbst. Jeanne erhielt ihre erste Ausbildung bei ihren Eltern und studierte dann am Koninklijk Muziekconservatorium (KC) in Gent bei Léon Torck, Léon Moeremans und Martin Lunssens. Im Jahr 1930 ging sie für das Studium der Bratsche und der Violine an die École Normale de Musique de Paris und machte dort das Geigen-Diplom und das Lehrerdiplom nach einer Ausbildung bei Marcel Chailley, Jules Boucherit und Jacques Thibaud. In Paris war sie danach noch Schülerin in Harmonielehre bei Nadia Boulanger und Jacques de la Presle sowie in Musikanalyse bei Paul Dukas. Bei Ausbruch des Zweiten Weltkriegs musste sie nach Gent zurückkehren. Durch eine Erkrankung musste sie zudem ihren Berufsweg als Violinsolistin aufgeben. Sie konzentrierte sich daher auf die Musiktheorie und die Komposition. Im Jahr 1941 wurde sie für den Wettbewerb um den Kompositionspreis des Prix de Rome nominiert, der dann aber nicht mehr stattfand. 
Ab 1945 war Vignery Lehrerin für Harmonielehre am Konservatorium in Gent. Sie starb 1974 bei einem Zugunglück auf der Bahnstrecke Brüssel–Charleroi bei Luttre.
Von ihrem in Vergessenheit geratenen Werk wird die „Sonate für Horn und Klavier op.7“ gelegentlich aufgeführt.